# Kabelüberführungsstation

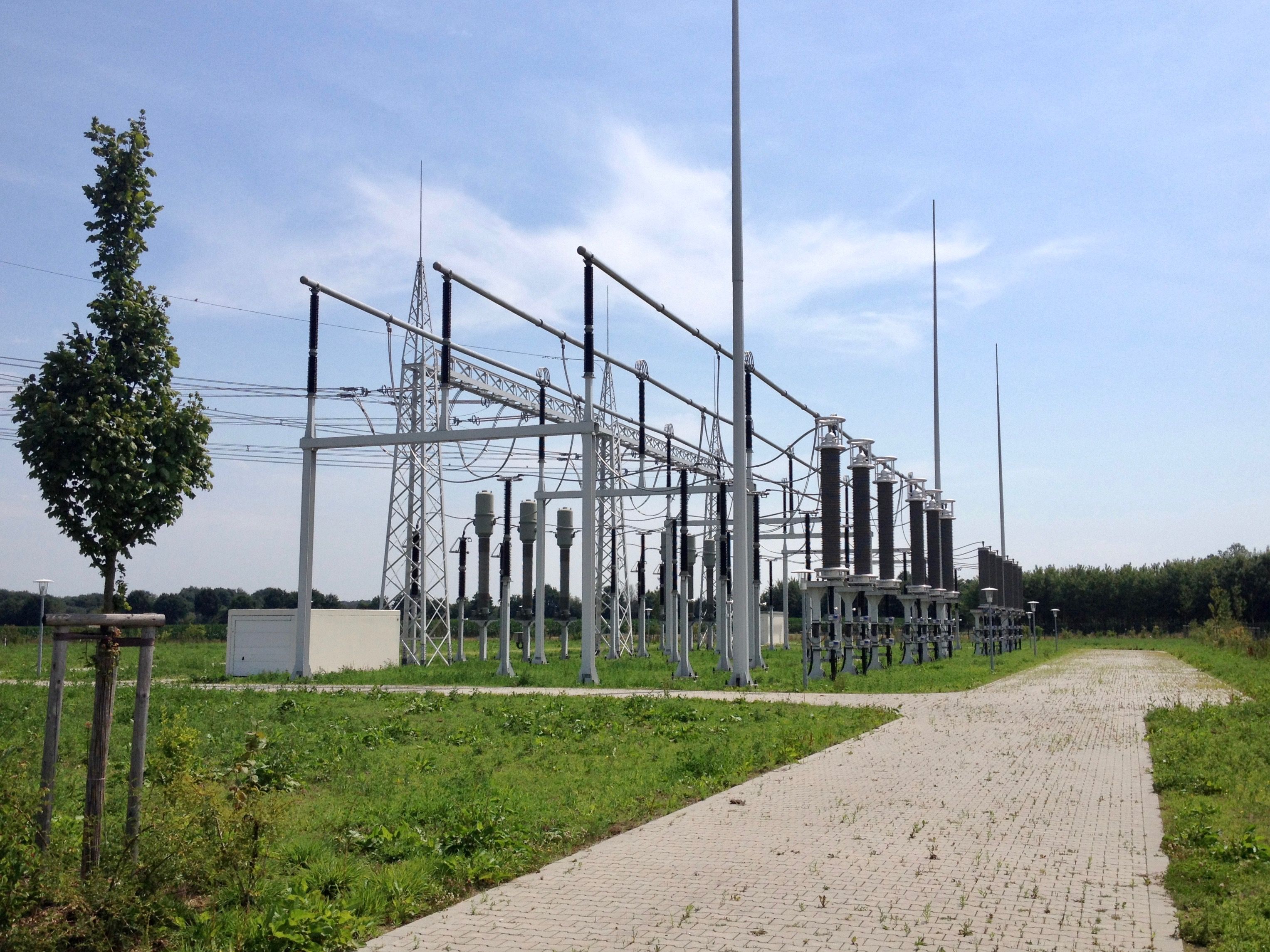
Kabelüberführungsstation für 380 kV zwischen einem Freileitungssystem (links) und Erdkabelsystem (rechts)

Als Kabelüberführungsstation, auch Kabelübergabestation, Kabelübergangsanlage oder Kabelgarten, bezeichnet man in der elektrischen Energietechnik einen am Erdboden befindlichen Übergang von einem mit Höchstspannung betriebenen Freileitungssystem zu einem als Erdkabel ausgeführten Höchstspannungskabelsystem.
Die Kabelüberführungsstation muss stets umzäunt sein, da sich bei ihr hochspannungsführende Teile in weniger als sechs Metern Bodenhöhe befinden. Die Anlage umfasst im Regelfall neben Überspannungsableitern und den speziell ausgeführten Kabelenden je nach konkreter Station auch zusätzliche Trenner oder Leistungsschalter und Stromwandler zur Erfassung des Stromes durch die Leitung.
Der Übergang von der Freileitung zum Erdkabel erfolgt:
- im Höchstspannungsbereich mit Nennspannungen von 220 kV an aufwärts generell über eine eigene Kabelüberführungsstation
- bei Endmasten von Nieder- und Mittelspannungsleitungen sowie bei 110-kV-Leitungen mit kunststoffisolierten Kabeln in der Regel auf dem Mast ohne gesonderte Kabelüberführungsstation.